# Nazionale maschile di pallanuoto della Bulgaria
La nazionale di pallanuoto maschile della Bulgaria è la rappresentativa pallanuotistica della Bulgaria in campo maschile nelle competizioni internazionali. La sua federazione di riferimento è la Association of the Bulgarian Swimmers.

## Storia
Il piazzamento di maggior prestigio raggiunto è stato un ottavo posto ai mondiali ottenuto nell'edizione di Berlino Ovest 1978.

## Risultati

### Massime Competizioni
Olimpiadi
- 1972 11º
- 1980 12º

Mondiali
- 1973 13º
- 1975 12º
- 1978 8º

Europei
- 1958 14º
- 1987 8º
- 1989 10º
- 1991 13º
- 1995 8º
- 1997 12º

### Altre
Coppa del Mondo
- 1979 8º
- 1981 8º

## Formazioni
Giochi olimpici - Monaco di Baviera 1972Naumov • Kovachev • Shpitser • T. Tomov • Brankov • Hristov • Yordanov • V. Tomov • Konstantinov • Popov • Runtov, CT: -
Giochi olimpici - Mosca 1980Sirakov • Andreev • Kiryakov • Denchev • Nanov • Partalev • Kostadinov • Stamatov • Georgiev • Popov • Gospodinov, CT: -